# Rajd South Africa 1977
Total Rally South Africa 1977 (20. Total Rally South Africa) – rajd samochodowy rozgrywany w Południowej Afryce od 5 do 9 lipca 1977 roku. Była to dziewiąta runda Rajdowych Mistrzostw Świata w roku 1977 (zaliczana tylko do tzw. Pucharu FIA Kierowców, nie producentów). Rajd został rozegrany na nawierzchni asfaltowej i szutrowej. Bazą rajdu było południowoafrykańskie miasto Pretoria.

## Klasyfikacja generalna[2]
| Miejsce | Nr | Kierowca           | Pilot            | Samochód                | Czas     | Strata   | Pkt WRC |
| ------- | -- | ------------------ | ---------------- | ----------------------- | -------- | -------- | ------- |
| 1       | 4  | Sandro Munari      | Piero Sodano     | Lancia Stratos HF       | 9:17:32  |          | 9       |
| 2       | 13 | Roelof Fekken      | Leon Joubert     | Ford Escort RS 1800     | 9:26:26  | +8:54    | 6       |
| 3       | 20 | Jannie Kuun        | Johann Borman    | Mazda RX-2              | 9:28:24  | +10:52   | 4       |
| 4       | 11 | Achim Warmbold     | Christo Kuun     | Toyota Corolla Levin GT | 9:32:33  | +15:01   | 3       |
| 5       | ?  | Ian Miller         | G. Wild          | Dodge Colt              | 9:59:44  | +42:12   | 2       |
| 6       | ?  | Willem Labuschagne | Wiley Harrington | Dodge Avenger           | 10:24:46 | +1:07:14 | 1       |
| 7       | ?  | Dave Geffen        | N. Koukakis      | Datsun Violet 710       |          |          |         |
| 8       | ?  | C. van der Merwe   | Steve Harding    | Dodge Colt              |          |          |         |
| 9       | ?  | R. Lindsey         | A. Edwards       | Toyota Corolla Levin GT |          |          |         |
| 10      | ?  | B. Duncan          | J. de Boer       | Datsun 140Y             |          |          |         |

## Punktacja

### Klasyfikacja  FIA Cup for Rally Drivers (WRC)
| Lp | Producent           | Pkt. |
| -- | ------------------- | ---- |
| 1  | Björn Waldegård     | 24   |
| 2  | Sandro Munari       | 22   |
| 3  | Ari Vatanen         | 15   |
| 4  | Markku Alén         | 13   |
| 5  | Stig Blomqvist      | 9    |
| 5  | Fulvio Bacchelli    | 9    |
| 5  | Jean-Claude Andruet | 9    |
| 5  | Simo Lampinen       | 9    |
| 5  | Vittorio Coggiola   | 9    |

- Uwaga: Tabela obejmuje tylko pięć pierwszych miejsc.